# The Bevis Frond
The Bevis Frond è un gruppo musicale britannico fondato da Nick Saloman nel 1986, la cui musica ispirata al rock degli anni sessanta spazia dall'indie rock al rock psichedelico. Il gruppo ha inciso 21 album, la maggior parte autoprodotti e pubblicati dalla etichetta di Saloman, la Woronzow.

## Storia
Proveniente da altre esperienze musicali formative, Nick Saloman forma The Bevis Frond nel 1986. Con i soldi ottenuti grazie a un risarcimento danni conseguente a un incidente motociclistico del 1982, pubblica per la Woronzow Records, etichetta da lui creata, il primo album Miasma e inizia a tenere abitualmente concerti, venendo apprezzato dalla critica di settore.
Nel 1988 il gruppo pubblica Triptych, ispirato sia al blues rock che al folk rock di matrice Byrds.
Nel 1990 Saloman ha abbastanza soldi da potersi permettere di affittare uno studio professionale, viene così pubblicato l'album Any Gas Faster. Il disco ottiene anche una diffusione in Italia, venendo trasmesso da Radio Rock (Roma).
Al gruppo, sempre nel 1990, collabora Twink dei Pink Fairies per l'album Magic Eye.
Hanno preso parte alla registrazione degli ultimi album, musicisti che accompagnavano di volta in volta Saloman nelle tournée, fra cui Adrian Shaw al basso.
Nick Saloman è stato il primo artista inglese ad aver ascoltato in anteprima il provino di "The Smell of The Rainy Air", primo album ufficiale dei Twenty Four Hours che fu pubblicato dalla Band italiana proprio grazie al suo incoraggiamento.

## Discografia

### Album
- 1987 - Miasma (Woronzow Records)
- 1987 - Inner Marshland (Woronzow Records)
- 1987 - Bevis Through the Looking Glass (Reckless Records)
- 1988 - Acid Jam (Woronzow Records)
- 1988 - Triptych (Woronzow Records)
- 1988 - Auntie Winnie Album (Reckless Records)
- 1990 - Any Gas Faster (Reckless Records)
- 1990 - Ear Song (live) (Reckless Records)
- 1990 - Magic Eye (Woronzow Records), con Twink
- 1991 - New River Head (Woronzow Records)
- 1992 - A Gathering of Fronds (Reckless Records), Compilation
- 1993 - London Stone (Woronzow Records)
- 1993 - It Just Is  (Woronzow Records)
- 1994 - Sprawl(Woronzow Records)
- 1995 - Superseeder (Woronzow Records)
- 1996 - Son of Walter (Woronzow Records)
- 1997 - North Circular (Woronzow Records)
- 1999 - Vavona Burr (Woronzow Records)
- 1999 - Eat Flowers & Kiss Babies (Woronzow Records), con Country Joe McDonald
- 1999 - Live at the Great American Music Hall (Woronzow Records), Live
- 2000 - Valedictory Songs (Woronzow Records)
- 2002 - What Did for the Dinosaurs (Woronzow Records)
- 2004 - Hit Squad (Woronzow Records)
- 2007 - Clocks (The Bevis Frond Self-released), unreleased material for the members of The Bevis Frond community
- 2011 - The Leaving of London (Woronzow Records)
- 2013 - White Numbers (Woronzow Records)
- 2013 - Live From The 4th Psychedelic Network Festival 2011 (Woronzow Records), Live
- 2014 - High In A Flat (Cherry Red), Compilation
- 2015 - Example 22 (Woronzow Records)
- 2018 - We're Your Friends, Man (Fire Records)

### Partecipazioni
- Children of Nuggets: Original Artyfacts from the Second Psychedelic Era, 1976-1995 con la canzone Lights Are Changing[4]
- 2002 - Anton Barbeau With The Bevis Frond – King Of Missouri (Woronzow Records)
- 2016 - Bevis Frond / Fraudband – Split (Kasumuen Records)